# Anton Heigl
Anton Heigl  (* 8. Oktober 1904 in München; † 15. April 1963 ebenda) war ein deutscher Jurist. Von 1952 bis 1963 war er Polizeipräsident von München.

## Leben
Nach der Volksschule besuchte der Sohn eines Geschäftsmannes die Rupprecht-Kreisoberrealschule in München und studierte ab 1923 an der Ludwig-Maximilians-Universität München Rechts- und Staatswissenschaften. Nach Ableistung des Justizvorbereitungsdienstes (1928–1931) war er für kurze Zeit als Gerichtsassessor und anschließend von 1933 bis 1934 als II. Staatsanwalt beim Landgericht München II tätig. Aus politischen Gründen verzichtete er auf dieses Amt und arbeitete als Versicherungsvertreter. Im Zweiten Weltkrieg diente er von 1942 bis Juni 1945 als Unteroffizier in einer Dolmetscherkompanie. Nach Kriegsende kehrte Heigl in den bayerischen Justizdienst zurück und war bis 1948 als Staatsanwalt und Erster Staatsanwalt (seit 1948 dann als Oberstaatsanwalt) beim Landgericht München II tätig.
Am 4. Juni 1952 wurde Heigl, der der SPD angehörte, vom Münchener Stadtrat mit 43 von 60 Stimmen zum Polizeipräsidenten von München gewählt. 1958 wurde er auch mit intensiver Unterstützung des Personalrats in seinem Amt bestätigt. Unter Heigls Ägide konnte der KZ-Arzt Hans Eisele nach Ägypten flüchten. Spätestens seit den Schwabinger Krawallen 1962, nach der die Münchner Polizei „auch jenseits der deutschen Grenzen als die weitaus rüdeste Polizei der Bundesrepublik“ bezeichnet wurde, stand Heigl in der öffentlichen Kritik.
Heigl erlitt am 5. April 1963 bei einem Lkw-Unfall in Riederau einen Beinbruch. Er starb am 15. April 1963 im Klinikum rechts der Isar in München an den Unfallfolgen.